# Sint Odiliënberg

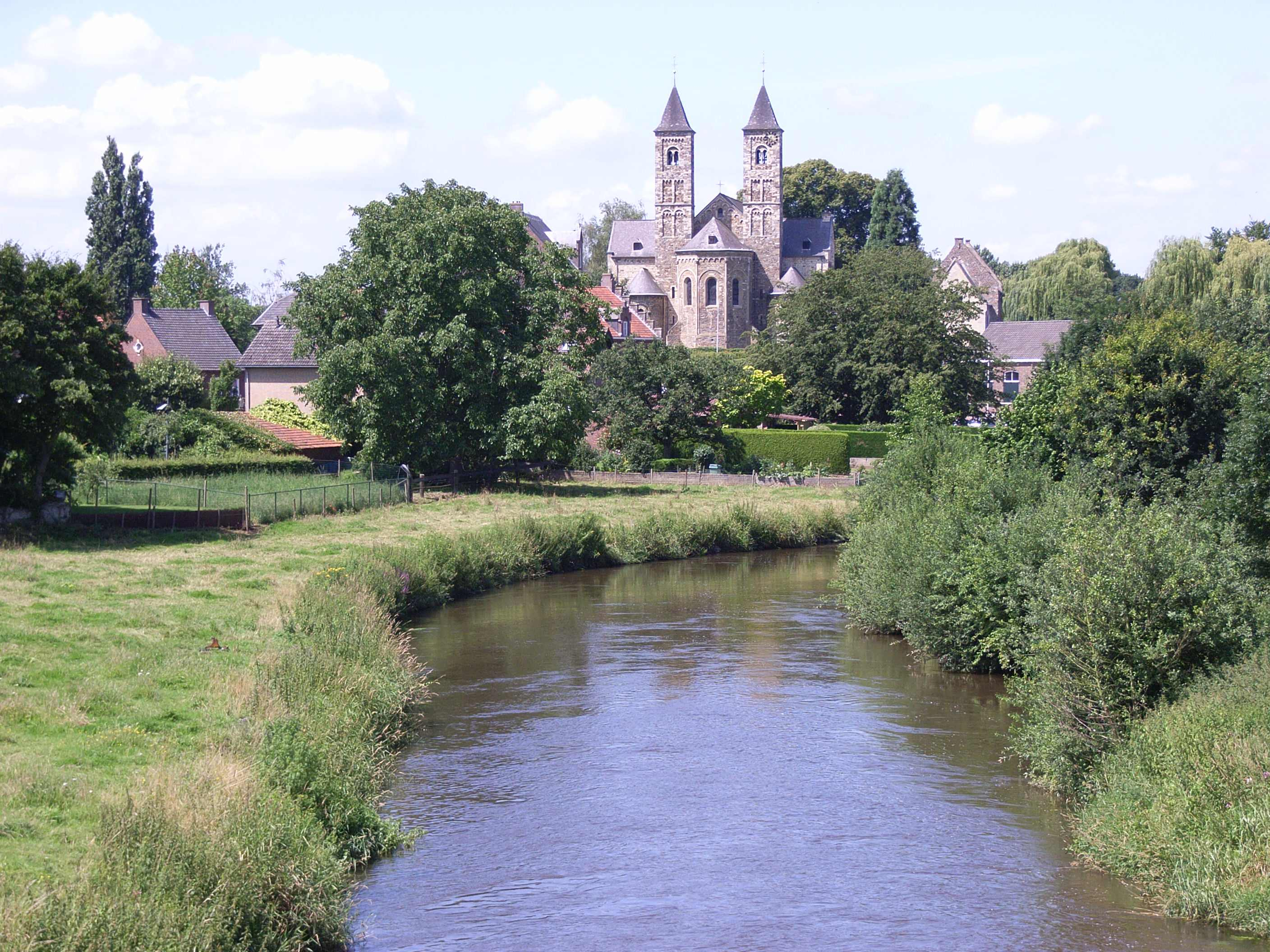
Sint Odiliënberg an der Rur

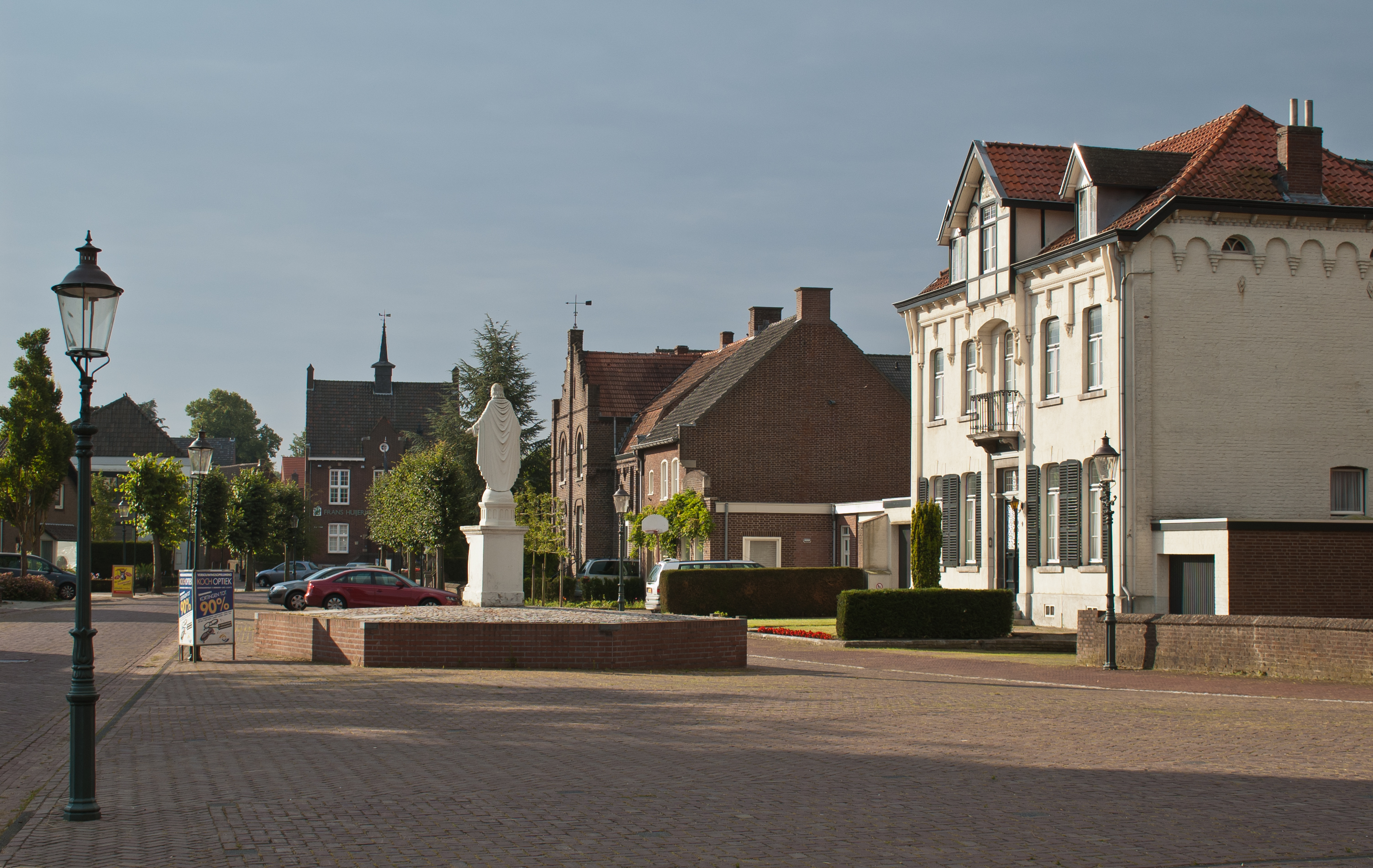
Der an der Rur gelegene Kerkplein

Sint Odiliënberg (limburgisch Berg, deutsch Sankt Odilienberg) ist ein Dorf in der niederländischen Provinz Limburg und gehört zur Gemeinde Roerdalen. Der Ort zählte im Jahr 2024 3.355 Einwohner.

## Geografie
Der Ort liegt unmittelbar an der Rur und rund fünf Kilometer südöstlich ihrer Mündung in die Maas bei Roermond.

## Geschichte
Der Ort geht auf eine römische Siedlung zurück. 706 gründeten die Missionare Wiro, Plechelmus und Otgerus hier eine Abtei, die bedeutsam für die Christianisierung der Niederlande wurde. In der Zeit der Wikingereinfälle fand die Utrechter Geistlichkeit im Ort Zuflucht.
Montfort wurde im Januar 1945 im Rahmen der Operation Blackcock von alliierten Truppen von der Besetzung durch Truppen der Wehrmacht befreit. Die Wehrmacht hatte im Mai 1940 im Westfeldzug in einem Blitzkrieg die Niederlande, Belgien und Teile Frankreichs erobert.

## Sehenswürdigkeiten

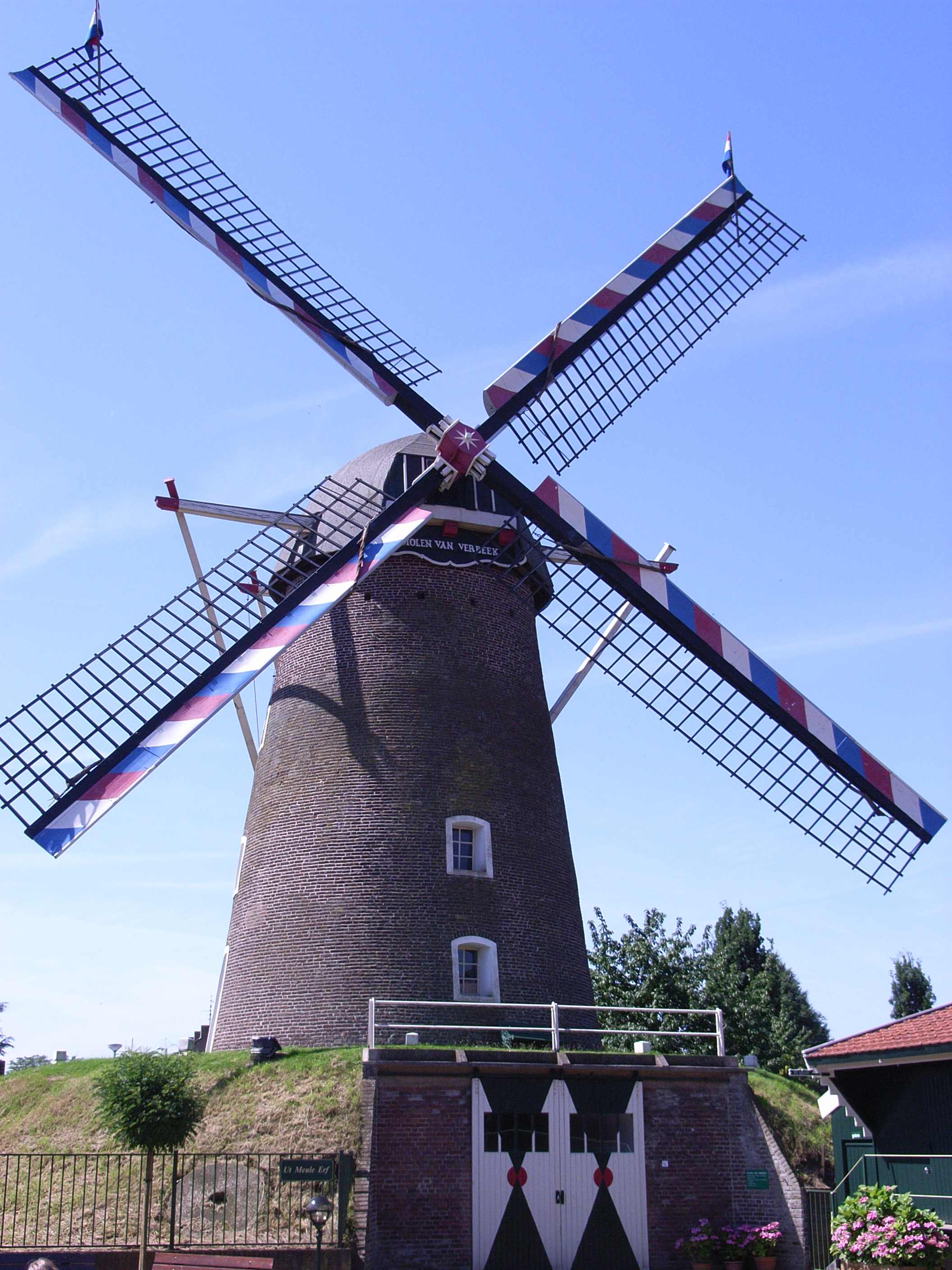
Windmühle

- Im Kern aus dem 11. Jahrhundert stammen die beiden auf einer Erhebung am Rande des Ortes stehenden Gotteshäuser, eine zweitürmige romanische Basilika, die den Heiligen Wiro, Plechelmus und Otgerus geweiht ist und die kleine Onze Lieve Vrouwekapel.
- Eine Windmühle (Molen van Verbeek) stammt aus dem Jahr 1883.

## Museen
- Das Roerstreekmuseum unterhalb der Basilika zeigt archäologische Funde und heimatkundliche Aspekte.

## Politik

### Sitzverteilung im Gemeinderat
Bis zur Auflösung der Gemeinde ergab sich seit 1982 folgende Sitzverteilung:
| Partei         | Sitze | Sitze |
| Partei         | 1982  | 1986  |
| -------------- | ----- | ----- |
| Lijst Wolters  | 5     | 6     |
| CDA            | 3     | 3     |
| Lijst Keijbeck | 1     | 2     |
| Lijst Reulen   | 2     | —     |
| Gesamt         | 11    | 11    |

## Verkehr
Neben regionalen Buslinien in die Nachbarorte verkehrt auch eine grenzüberschreitende Buslinie nach Heinsberg (D).
| Linie | Betreiber | Verlauf |
| ----- | --------- | --- |
| 64    | Arriva    | Heinsberg Busbf – Kempen – Karken (D) – Posterholt (NL) – St. Odiliënberg – Melick – Roermond – Roermond Designer Outlet (AVV-Tarif gilt nur im deutschen Streckenabschnitt) |